# Primer Alto Directorio

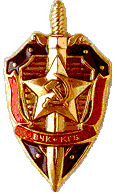
Símbolo del KGB

Él Primer Directorio Principal (o Primera Dirección Principal, en ruso: Первое главное управление, Pérvoye glávnoye upravléniye, PGU) del Comité para Seguridad Estatal bajo el Consejo de Ministros de la URSS (CSE CMUS KGB) era la organización responsable de las operaciones extranjeras y actividades de inteligencia. Proporcionaba formación y administración de agentes secretos, administración de recolección de inteligencia, y adquisición de inteligencia política, científica y técnica, tanto doméstica como exterior, para la Unión Soviética.  La Primera Dirección Principal estuvo formada dentro del KGB en 1954, como sucesora del INO (ИНО, Иностранный отдел) y después de la derrumbamiento de la Unión Soviética devendría el Servicio de Inteligencia Extranjera de la Federación de Rusia (SVR de la FR). El servicio de inteligencia extranjero primario en Rusia y la Unión Soviética ha sido el GRU, una organización de inteligencia militar y fuerza de operaciones especiales.

## Jefes de Inteligencia
| INO/INU/Jefatura PAD         | Servicio                                                                | 1920–1991                      |
| ---------------------------- | ----------------------------------------------------------------------- | ------------------------------ |
| Yákov Davýdov                | Departamento extranjero de la Cheka                                     | 1920–1921                      |
| Solomón Moguilevski          | Departamento extranjero de la Cheka                                     | 1921–?                         |
| Mijaíl Trilísser             | Departamento extranjero del GPU/OGPU                                    | 1921–1930                      |
| Artur Artúzov                | Departamento extranjero del OGPU/GUGB-NKVD                              | 1930–1936                      |
| Abram Slutski                | 7.º Departamento del GUGB-NKVD                                          | 1936–1938                      |
| Zelman Pásov                 | 5.º Departamento del NKVD 1.º Directorio (UGB)                          | junio–septiembre 1938          |
| Suplente Serguéi Spiegelglas | 5.º Departamento del GUGB-NKVD                                          | 1938– 6 de noviembre de 1938   |
| Pável Sudoplátov             | 5.º Departamento del GUGB-NKVD                                          | 6–28 de noviembre de 1938      |
| Vladímir Dekanózov           | 5.º Departamento del GUGB-NKVD                                          | 28 de noviembre de 1938 – 1939 |
| Pável Fitin                  | 5.º Departamento del GUGB-NKVD/ 1.º Directorio de NKVD/NKGB/MGB         | 1939–1946                      |
| Piotr Kubatkin               | 1.º Directorio del MGB                                                  | 1946                           |
| Piotr Fedótov                | 1.º Directorio del MGB/Comité de Información                            | 1946–1949                      |
| Serguéi Sávchenko            | Comité de Información                                                   | 1949–1951                      |
| Yevgueni Pitovránov          | 1.º Jefatura del Directorio del MGB                                     | 1952–1953                      |
| Vasili Ryasnoy               | 2.º Jefatura del Directorio del MVD                                     | 1953                           |
| Aleksandr Pányushkin         | 2.º Jefatura del Directorio del MVD/1.º Jefatura del Directorio del KGB | 1953–1955                      |
| Aleksandr Sajarovski         | 1.º Jefatura del Directorio del KGB                                     | 1956–1971                      |
| Fiódor Mortin                | 1.º Jefatura del Directorio del KGB                                     | 1971–1974                      |
| Vladímir Kriuchkov           | 1.º Jefatura del Directorio del KGB                                     | 1974–1988                      |
| Leonid Shebarshín            | 1.º Jefatura del Directorio del KGB                                     | 1988–1991                      |